# Apocalypse, Staline
Apocalypse, la Première Guerre mondiale Apocalypse, Verdun
Apocalypse, Staline est une série télévisée en trois parties retraçant l'ascension fulgurante de Joseph Staline et la naissance de l'idéologie staliniste, diffusée sur France 2 le 3 novembre 2015. Elle a été réalisée après Apocalypse, la Première Guerre mondiale, et avant Apocalypse, Verdun. Elle regroupe des documents d'époque connus ou inédits relatant les grands événements qui ont amené Staline à devenir secrétaire général du Parti communiste soviétique et à diriger l'Union des républiques socialistes soviétiques (URSS). Les images d'archives ont été restaurées et colorisées. La série est réalisée par Isabelle Clarke et Daniel Costelle et est narrée par Mathieu Kassovitz. Elle fait partie de la série Apocalypse.

## Épisodes
Le Possédé – 1re partie
La première partie relate les débuts de Iossif Vissarionovitch Djougachvili qui deviendra Staline. Né à Gori officiellement le 21 décembre 1879 (officieusement le 18 décembre 1878) en Géorgie d'une mère couturière et fervente orthodoxe et d'un père cordonnier brutal gagnant bien sa vie, mais qui devint rapidement alcoolique. Sa mère pousse son fils souffrant d'athérosclérose vers la prêtrise et finance difficilement ses études. Brillant élève, il est expulsé à vingt ans pour propagande marxiste et devient bandit au nom de la « Révolution ». Il se fait arrêter et s'évade à de nombreuses reprises. Lors de son évasion en 1904, il rencontre Lénine pour la première fois et adhère alors à la faction bolchevik du Parti ouvrier social-démocrate de Russie. En novembre 1917, avec Lénine, il participe à la prise du pouvoir en Russie dans le contexte de la Première guerre mondiale qui voit s'effondrer le régime du tsar. La guerre civile déchire le pays. Les bolcheviks mettent en place un régime de terreur. Joseph Djougachvili se fait remarquer et, soutenu par Lénine, se rend indispensable : il devient Staline, « l’homme d’acier ». Il est « possédé », comme dans les romans de Dostoïevski, par la foi marxiste et a pour seule morale : « la foi est au-dessus de la loi ». En juin 1941, Hitler s’engouffre dans une guerre à mort contre Staline. Ce dernier commet de lourdes erreurs qui permettent à l'armée allemande d'entamer une avancée foudroyante mettant l’Union soviétique en péril. Pendant l’hiver 1941, les Allemands sont aux portes de Moscou, ce qui pourrait faire basculer le destin de Staline. Le monde retient son souffle.
L’Homme rouge – 2e partie 
À la mort de Lénine, Staline prend le pouvoir à la tête de l'Union soviétique en usant de froides manœuvres ponctuées de violences et d'intimidations. Il élimine tous ses adversaires, à commencer par Trotski qui sera évincé du gouvernement en 1924, du parti communiste en 1927, et finalement exilé. Ce dernier s'opposait à la bureaucratisation croissante du régime incarnée par Staline. Depuis une décennie au sommet d’un régime totalitaire fondé sur le mensonge, Staline, impassible politicien avant tout, a envoyé au Goulag sans aucun scrupule tous ceux qu’il soupçonne de constituer un danger et les fait condamner. Son absence totale de pitié a même provoqué la mort de son fils aîné, prisonnier des Allemands. Pendant l’hiver 1941, les soviétiques affrontent seuls l’assaut des troupes d’Hitler qui occupent déjà la moitié de la Russie et tentent une percée au sud de la Russie, vers Stalingrad. Le 14 décembre 1941, l'Allemagne nazie déclare la guerre aux États-Unis. Staline, préoccupé par un amour interdit de sa fille, fait la guerre comme en 14-18, sacrifiant le peuple soviétique et envoyant à la mort des millions de soldats dans l’interminable siège de Leningrad en 1942, l'année noire de la Russie. L’offensive allemande lamine les troupes soviétiques pendant l'hiver 1942. L'Armée rouge, soutenue par des aides américaines et britanniques, réussit à arrêter l'Armée du Reich à l'Est et à remporter une victoire éclatante à Stalingrad en 1943. Staline est déjà traité d’égal à égal par ses alliés britannique et américain à la conférence de Téhéran en 1943. Il devient l’un des hommes les plus puissants de la planète.
Le Maître du Monde – 3e partie 
Quinze ans plus tôt, Staline souhaite créer une nouvelle société russe en semant la terreur. Sous n'importe quel prétexte, il fait arrêter et déporter ses opposants au goulag ou les fait fusiller. Lors des procès de Moscou, il fait éliminer ses anciens rivaux politiques. Par la violence, il impose aux paysans la collectivisation intégrale des terres agricoles, créant les kolkhozes et les sovkhozes et provoquant la famine en Ukraine. Il planifie une lourde industrialisation à marche forcée, construisant des barrages colossaux, des centaines de kilomètres de canaux, des usines géantes et les colonnes de marbre du métro de Moscou par les zeks et les bagnards des goulags. La jeunesse soviétique est encadrée étroitement et embrigadée. Il instaure par ailleurs un athéisme basé sur une vision matérialiste, éliminant toute forme de religion et organisant une propagande incessante, ordonnant un culte de la personnalité à sa gloire.

## Le montage et l'audience
La série est d'abord diffusée le 25 octobre sur la RTBF. Lors de la diffusion de la première partie sur France 2, le 3 novembre 2015, la série a été suivie par 3,1 millions de personnes, représentant ainsi 11,6 % d'audience.

## Bande sonore
La musique originale de la série est de Kenji Kawai. Le narrateur de la version française est Mathieu Kassovitz. La bande sonore est de Gilbert Courtois.